# Cirolana marosina
Cirolana marosina är en kräftdjursart som beskrevs av Lazar Botosaneanu 2003. Cirolana marosina ingår i släktet Cirolana och familjen Cirolanidae. Inga underarter finns listade i Catalogue of Life.